# Guro Nestaker
Guro Nestaker (* 15. August 1998 in Gjøvik, Norwegen) ist eine norwegische Handballspielerin, die für den deutschen Bundesligisten Borussia Dortmund aufläuft.

## Karriere

### Im Verein
Nestaker begann das Handballspielen in ihrer Geburtsstadt bei Gjøvik HK. In der Saison 2015/16 erzielte die Rückraumspielerin 113 Treffer für die in der zweithöchsten norwegischen Liga spielende Damenmannschaft von Gjøvik HK. Anschließend wechselte sie zum norwegischen Erstligisten Oppsal IF. In Oppsal lief Nestaker zusätzlich für die Juniorinnenmannschaft auf, mit der sie 2017 die Norgesmesterskap gewann. Im Finalspiel gegen Sola HK erzielte sie vier Treffer.
Nestaker lief ab dem Sommer 2018 für den Ligakonkurrenten Storhamar Håndball auf. Mit Storhamar wurde sie in ihrer ersten Saison norwegischer Vizemeister. Nachdem Nestaker in der ersten Saisonhälfte der Spielzeit 2019/20 in zehn Spielen durchschnittlich etwa sieben Tore pro Partie geworfen hatte, musste sie den Rest der Saison aufgrund von Rückenproblemen pausieren. Mit Storhamar Håndball gewann sie 2024 die EHF European League. Im Sommer 2024 wechselte sie zum deutschen Bundesligisten HB Ludwigsburg. Mit Ludwigsburg gewann sie 2025 sowohl die deutsche Meisterschaft als auch den DHB-Pokal. Im Sommer 2025 schloss sie sich dem Ligakonkurrenten Borussia Dortmund an.

### In der Nationalmannschaft
Nestaker bestritt 45 Länderspiele für die norwegische Jugendauswahl, in denen sie 154 Tore warf. Mit dieser Mannschaft nahm sie an der U-17-Europameisterschaft 2015 sowie an der U-18-Weltmeisterschaft 2016 teil. Bei der U-18-WM wurde Nestaker als beste Abwehrspielerin ausgezeichnet. Anschließend lief sie 15-mal für die norwegische Juniorinnenauswahl auf. Mit dieser Auswahlmannschaft gewann sie bei der U-20-Weltmeisterschaft 2018 die Silbermedaille.
Nestaker wurde ab September 2018 insgesamt fünfmal in der norwegischen B-Nationalmannschaft eingesetzt, für die sie elf Treffer erzielte. Am 26. September 2019 gab sie ihr Debüt für die norwegische A-Nationalmannschaft. Bislang bestritt sie sechs A-Länderspiele, in denen sie neun Treffer erzielte.